# 王文華 (作家)
王文華（1967年12月17日—），祖籍安徽合肥，生于臺北市，作家、主持人、企業家、經理人及教師。擅長寫作都會愛情故事、都會觀察、人性剖析、行銷企劃、職場趨勢、勵志書籍等作品，讀者及於臺灣、港澳、中國大陸等華人地區和日本等地。

## 生平

### 家庭背景
籍貫安徽省合肥縣豐樂鎮（今肥西縣），出生於臺北市，小時候住在民權東路松山機場旁的眷村，念小學時搬到民生社區新東街20巷，常和媽媽逛附近的傳統市場，因皮膚白皙，被菜販取了「小白菜」的綽號。
父母皆為軍官，給予小孩很大的空間。非常重視小孩的教育，認為不該留財產給小孩，但要留給小孩高學歷，教導有禮、負責、誠實、守信、自愛、助人等中產階級價值；父親因淋巴癌病逝的痛苦過程，讓他開始把家人放在生命的第一順位。
母親曾擔任過廿六年軍訓教官，作家瓊瑤當年在北二女中就讀時，曾是她的學生，瓊瑤的作品《窗外》裡面寫到一個小教官，就是王文華母親。
小學時下課回到家六點，吃完飯睡一個小時，七點半去學鋼琴，如此過了兩年。
王文華就讀台大外文系時受教於王文興教授（無親屬關係）。哥哥王友華為專業經理人，和王文華同樣畢業於台北靜心中小學、建國中學和台大外文系，後在 UCLA取得MBA學位。王文華從小便以哥哥為榜樣，兄弟感情融洽。

### 求學生涯
曾就讀臺北市私立靜心中小學，其後考取臺北市立建國中學、國立臺灣大學外文系及國立台灣大學外文系碩士班，為當年外文研究所狀元，但當兵後選擇攻讀美國加州史丹佛大學企業管理研究所工商管理碩士。
高中時，便對公共事務很感興趣，且熱愛文藝，曾擔任《建中青年》主編，在《建中青年》、《北市青年》發表文章，用筆名「湘弦」寫作，在藉由寫作，展現對人生及文學的熱情。
大學時代，參加過校刊社、辯論社、學生議會、劇團等。大二時，選修法文做為第二外國語。
大三時，擔任過台大學生議會議長，代表學校前往英國參加英語辯論比賽，辯論題目為「我思，故我在，但是火車坐不到」，活潑的題目讓王文華體會到學習思考、重新認識自己的重要性；大四時，和同學去新加坡參加亞洲大學辯論賽，並奪得冠軍。
1990年台灣劇場運動開始興盛時，當時就讀台大外文系大三的王文華，加入「環墟實驗劇場」，這個劇團以台大學生為主，將馬奎斯名著《百年孤寂》改編成舞台劇《被繩子欺騙的慾望》，在台北皇冠小劇場演出。王文華演出時在場中狂奔，不慎撞牆撞得當場頭破血流，縫了15針，登上《民生報》版面。
大學時，當學生議長和辯論比賽的經驗，讓王文華更熟練邏輯思考、分析資料、居中協調、議事規則、觀察其他代表所在乎的利益等能力，演戲的經驗，也讓他在排練過程中學習肢體訓練，不斷思考自己在智慧、技能上的學習和鍛鍊。
大學四年級時，以短篇小說〈性、政治、強暴案〉獲得1990年聯合文學小說新人獎首獎。
大學畢業前，考取台大外文研究所，為當年外文研究所狀元(第一名錄取)。當時的志願是未來回到外文系教書。畢業那年出了第一本書-短篇小說集《寂寞芳心俱樂部》。
大學畢業後，至高雄岡山空軍部隊當兵兩年；服兵役時決定攻讀MBA，一般MBA入學資格需至少兩年的工作資歷，王文華利用當兵時的休假日，撰寫名為「CloseUp」的雜誌，雜誌中將大學時編輯刊物、戲劇公演、出國比賽等經歷，圖文並茂地詳加呈現，史丹佛大學便從寬認定當兵兩年也算工作資歷，發給他入學許可。
就讀史丹佛期間，至葛雷廣告公司(Grey Advertising)實習。

### 職業生涯
MBA畢業後，得到兩份在紐約的工作，分別為美國最大的廣告公司Lintas（靈獅）和美國最大金融資訊集團Dun & Bradstreet（鄧白氏），王文華選擇進入Dun & Bradstreet集團，此集團旗下包括Moody's Investors Service（穆迪債信評等）、Dun & Bradstreet Information Services（鄧白氏債信公司）、A.C.Nielsen（尼爾森公司）、Nielsen Media Research（尼爾森媒體研究）等。
1999年，於紐約和東京工作五年後，王文華放棄華爾街優渥高薪，返回臺灣。回臺後曾任博偉電影公司資深行銷經理與MTV電視台董事總經理，並擔任臺北NEWS98電台廣播節目《愛你22小時》主持人和台大進修教育推廣部講師，教授商業課程，從事企管顧問、行銷企劃、商業研究、教育訓練和慈善事業等，並持續寫作不輟。
主持廣播節目以富磁性的嗓音、敏銳的思考、條理分明的鋪陳和真誠的態度引領來賓和聽眾，互動幽默搞笑，知性中見風趣；談論財金行銷專題，鞭闢入裡，兩者皆深受聽眾喜愛。
往後十年白天上班，晚上寫小說、在臺大教書、主持廣播節目、從事公益等。
2007年與趨勢科技董事長張明正合辦社會企業「若水國際」，並擔任董事長。
2010年，創辦「王文華的夢想學校」，用世界一流企業的觀念、做法、成功失敗案例（Best Practices），來啟發全球華人地區的企業和員工，目標是讓華人企業，達到世界一流的水準。
2013年，他成立「創新拿鐵」網路媒體，把國際上創新、創業的案例，帶來台灣。同時幫助台灣創新、創業的案例，走向國際。

## 公益活動
- 曾利用廣播節目為失智老人基金會募款，並主動加碼捐款，呼籲大家貢獻出一己之力，付出愛心。
- 親身參與義賣募款會，幫助失智老人基金會。
- 親身參與慈善義賣，幫助中華民國關懷兒童腦瘤協會。
- 參與陽光基金會慈善活動。
- 參與喜憨兒社會福利基金會活動，帶領讀者至喜憨兒烘焙坊做薑餅屋，鼓勵大家參與公益。
- 與趨勢科技董事長張明正合辦社會企業「若水國際」，推展公益企業、慈善創投。[3]

## 文學作品表列

### 散文

#### 企業行銷及勵志散文論集
- 《電影中的實用智慧》，皇冠，1995年10月1日，ISBN 9573312603
- 《美國企業致勝策略》，商智文化，1998年1月18日，ISBN 9789576672392
- 《寶貝，只剩下我和你》，時報出版，2003年8月30日，ISBN 9571339539
- 《史丹佛的銀色子彈》，時報出版，2005年4月4日，ISBN 9571342777
- 《快樂的50種方法》，時周，2006年8月10日，ISBN 9867586387
- 《Life 2.0：我的樂活人生》，時報出版，2007年9月3日，ISBN 9789571347172
- 《開除自己的總經理》，時報出版，2009年9月17日，ISBN 9789571350899
- 《創業教我的50件事》，天下文化，2012年6月29日，ISBN 9780002161091

該作品描述自己和趨勢科技創辦人張明正創辦社會企業、獻身公益的經驗及相關故事。
- 《A+到A咖：A+企業教我活出精采人生》，天下文化，2013年11月28日，ISBN 9789863203360

#### 都會愛情經典
- 《蛋白質女孩》，時報出版，2000年6月12日，ISBN 9571331376
- 《蛋白質女孩2》，時報出版，2002年6月29日，ISBN 9571336890
- 《50個女朋友》，時報出版，2010年11月8日，ISBN 9789571352565
- 《蛋白質女孩十週年紀念版》，時報出版，2010年11月8日，ISBN 9789571352572

### 小說
- 《寂寞芳心俱樂部》，允晨文化，1991年7月1日，ISBN 9579027315
- 《天使寶貝》，皇冠，1992年11月1日，ISBN 9573308517
- 《舊金山下雨了》，聯合文學，1995年4月1日，ISBN 9575220900
- 《61 x 57》，時報出版，2001年7月1日，ISBN 9571334022
- 《倒數第2個女朋友》，時報出版，2004年6月26日，ISBN 957134138X
- 《我的心跳，給你一半》，時報出版，2008年10月9日，ISBN 9789571349183

### 有聲書
- 《不敗地球人必修的12學分》，豐華唱片，2005年12月28日(趙少康&王文華主講)
- 《不敗地球人必修的12學分Ⅱ》，豐華唱片，2006年8月4日(趙少康&王文華主講)
- 《張明正&王文華頑童成功學有聲書》，豐華唱片，2008年1月22日
- 《打敗22K》，中國廣播，2014年1月8日(趙少康&王文華主講)🥸

### 電影劇本
- 《如何變成美國人》（獲新聞局優良電影劇本獎）
- 《天使》（獲新聞局優良電影劇本獎）

### 詞曲創作
- 《一點空間》，作詞：王文華/李宗盛，主唱：周華健。

## 外部連結
- 王文華的夢想學校（页面存档备份，存于）
- 王文華的夢想學校的Facebook專頁
- 王文華 TOM WANG的Facebook專頁
- 王文華 (作家)的Plurk專頁
- 王文華在Flickr上的页面
- 王文華的新浪微博
- 王文華的新浪博客